# Kuća Jurić u Hvaru
Kuća Jurić, građevina u Hvaru.

## Povijest
Dvokatna uglovnica sagrađena je na hvarskoj Pjaci, prema gradskim vratima. Izvorno gotička kuća preoblikovana je u 17. stoljeću te su joj sačuvani gotički otvori prizemlja. U začelju kuće do gradskih zidina pružao se ograđeni perivoj. U 19. stoljeću otvoren je luminar u središnjoj osi glavnog pročelja.

## Zaštita
Pod oznakom Z-5152 zavedena je kao nepokretno kulturno dobro - pojedinačno, pravna statusa zaštićena kulturnog dobra, klasificirano kao "profana graditeljska baština".